# الحزب الشيوعي السوداني-القيادة الثورية
الحزب الشيوعي السوداني - القيادة الثورية هو حزبا شيوعيا في السودان. ظهرت على أنها انقسام موال للصين، بعد الانقسام الداخلي داخل الحزب الشيوعي السوداني في أغسطس 1964.   كان الانقسام في الحزب الشيوعي السوداني سببه الانقسام الصيني السوفياتي. في حين دعمت قيادة الحزب الشيوعي السوداني المشاركة في انتخابات المجلس المركزي في ظل نظام إبراهيم عبود عام 1963، رفض الفصيل الذي أنشأ القيادة الثورية السياسة الانتخابية ودعا إلى الكفاح المسلح. وقد تم طرد بعض مؤسسي الحزب الجديد من الحزب الشيوعي السوداني بعد اتهام الأمين العام للحزب باختلاس الأموال التي قدمتها السفارة السوفيتية. وغادر آخرون طواعية. قاد القيادة الثورية يوسف عبد المجيد. في 12 نوفمبر 1965، ندد الحزب الشيوعي السوداني بالقيادة الثورية باعتبارها «منظمة عميلة»، مشيراً إلى التدخل الصيني. أرسلت القيادة الثورية وفداً إلى مؤتمر الحزب الخامس لحزب العمل ألبانيا عام 1966.
فشل الحزب الشيوعي - القيادة الثورية في كسب جمهور كبير.   وبحلول عام 1966، انقسم الحزب إلى ثلاث فصائل «أ» و «ب» و «ج». دعا الحزب إلى مقاطعة انتخابات 1968. بعد انقلاب 25 مايو 1969 ، أدى قمع الدولة إلى شل عمل جميع فلول الحزب. وتعليقا على القمع الذي أعقب الانقلاب، ذكرت وكالة الأنباء الصينية هسينهوا أنه «[كما] تخلى الإمبرياليون الاشتراكيون السوفياتيون عن مقاتلي الحرية اليونانيين البطوليين إلى الحكم الديكتاتوري الملكي الهتلري للكلاب الفاشية الملكية الفاشية للإمبريالية الأمريكية، لذا فقد وقد سلمت الآن العناصر المتشددة من فصائل القادة الثوريين للحزب الشيوعي السوداني إلى يد نميري فاسد». أرسلت القيادة الثورية وفداً إلى المؤتمر السادس لحزب العمل في ألبانيا عام 1971.
في منتصف الثمانينيات، انضم الحزب الشيوعي إلى الجبهة الديمقراطية التقدمية. اعتباراً من 1999 كان أحمد محمد شامي زعيماً للحزب.